# Hapalopilus nidulans
Hapalopilus nidulans är en svampart som först beskrevs av Elias Fries, och fick sitt nu gällande namn av Petter Adolf Karsten 1881. Hapalopilus nidulans ingår i släktet Hapalopilus och familjen Polyporaceae.   Inga underarter finns listade i Catalogue of Life.

## Bildgalleri

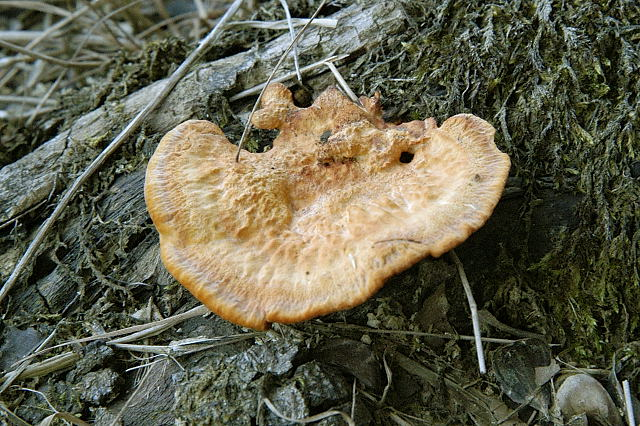